# SH2ドメイン

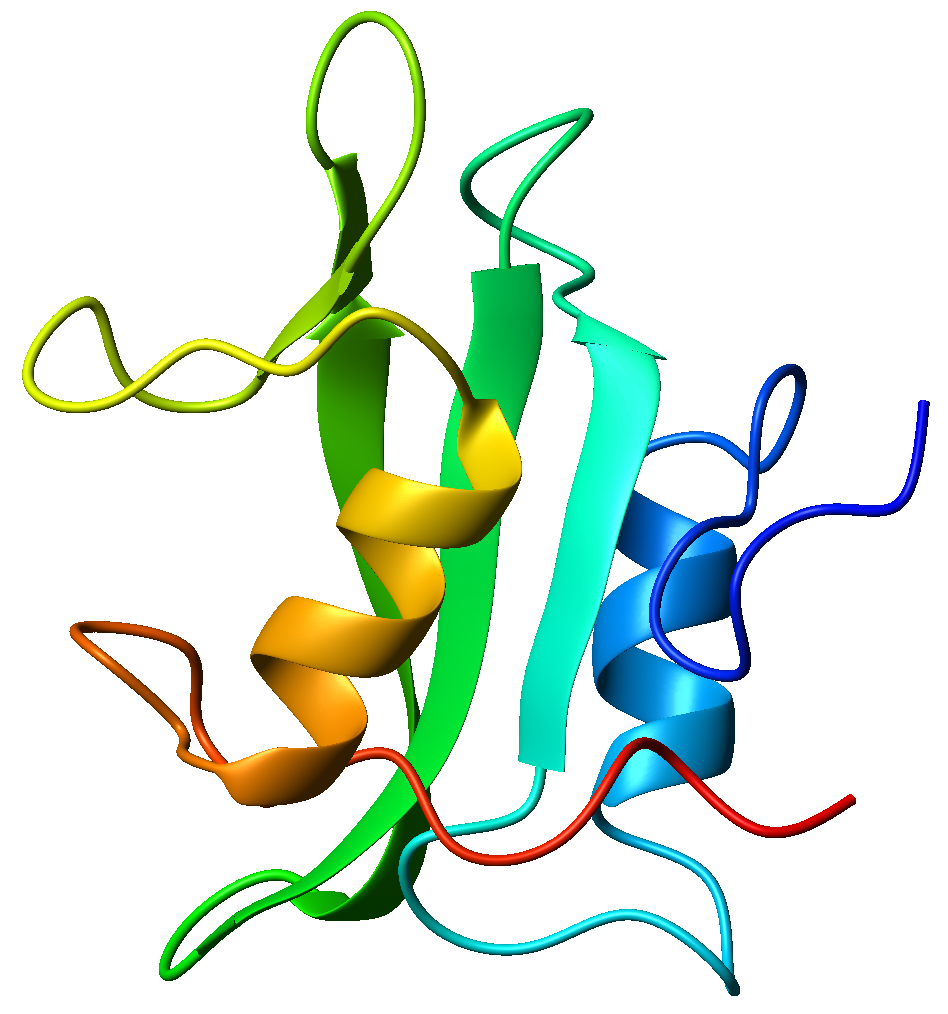
ヒトP56-LckのSH2ドメイン

SH2ドメイン（Src homology 2 domain）はおよそ100アミノ酸残基からなるタンパク質ドメインの1つで、がん遺伝子由来のタンパク質SrcとFpsの共通配列として発見された。
同様の構造を持つタンパク質は後にシグナル伝達に関わるタンパク質など、細胞間タンパク質より多数発見された。

## 結合とリン酸化
SH2は標的遺伝子のモチーフに存在するリン酸化されたチロシンに結合する。SH2ドメインは、現在知られている最も大きなリン酸化チロシン認識ドメインである。
リン酸化チロシンはシグナル伝達の際にチロシンキナーゼによって生成される。このようにチロシンキナーゼによるリン酸化はSH2ドメインを持つタンパク質が結合するスイッチとなる。真核生物の進化の過程でチロシンキナーゼとSH2ドメインが同時期に出現することからも、この2つの関係の深さが伺われる。

## 多様性
SH2ドメインは酵母には存在せず、進化上原生動物と変形菌の間あたりでできたと考えられている。
バイオインフォマティクスを用いた研究によると、ヒトには110のタンパク質に120のSH2ドメインがあり、進化を通じて急速に広がってきたことが分かる。
マウスでも多くのSH2ドメインの構造が解かれ、それぞれのノックアウトの研究も行われている。

## 機能
多くのシグナル伝達タンパク質が、細胞内局在や酵素活性の発現に対してこのようなタンパク質-タンパク質相互作用による調整を受けている。
SH2ドメインとシグナル伝達におけるその様々な役割の発見は、複雑なシグナルネットワークを構築するのに生物がどのようにドメイン間の相互作用を利用したのかという重要な概念につながった。